# Sender Hoyerberg
Der Sender Hoyerberg ist ein Rundfunksender in Lindau (Bodensee).
Der Bayerische Rundfunk betreibt auf dem Hoyerberg (464 m ü. NN) im Lindauer Stadtteil Hoyren einen Senderstandort. Er dient zur Ausstrahlung der fünf Hörfunkprogramme des Bayerischen Rundfunks sowie den bayerischen Privatsender Antenne Bayern. Der Schleuderbetonturm ist 48,5 Meter hoch und trägt an der Turmspitze eine Superturnstile als UKW-Sendeantenne. Darunter sind noch weitere UKW-Sendeantennen bestehend aus Yagi-Antennen am Turm montiert.
Bis zum 27. November 2007 waren auch Fernsehfüllsender in Betrieb, die im Zuge der Digitalisierung (DVB-T) abgeschaltet wurden. Die übrigen Antennen sind Empfangsantennen oder Antennen für andere Dienste (BOS-Funk, Mobilfunk, Richtfunk).
Bis zum 14. Januar 2025 war auch die UKW-Frequenz 103,6 MHz mit einer effektiven Leistung von 0,5 kW ERP in Betrieb, diese gehörte früher zu Radio Lindau, später nach der Übernahme zu RSA Allgäu. Dieser hatte zum Jahresende 2024 den Sendebetrieb eingestellt.

## UKW-Programme und Frequenzen vom Hoyerberg
| Frequenz (in MHz) | Programm       | Senderlogo | RDS PS                | Regionalisierung | ERP (in kW) |
| ----------------- | -------------- | ---------- | --------------------- | ---------------- | ----------- |
| 87,6              | BR-Klassik     |            | BR-KLASS              | –                | 0,1         |
| 88,1              | Bayern 1       |            | BAYERN_1 bzw. B1_Schw | Schwaben         | 0,5         |
| 92,0              | Bayern 2       |            | Bayern_2              | -                | 0,5         |
| 94,0              | Bayern 3       |            | BAYERN_3              | –                | 0,5         |
| 99,0              | Antenne Bayern |            | ANTENNE_              | –                | 0,5         |
| 100,4             | BR24           |            | BR24____              | –                | 0,1         |

### Analoges Fernsehen (DVB-T)
Vor der Umstellung auf DVB-T diente der Sendestandort weiterhin für analoges Fernsehen.
| Kanal | Frequenz (MHz) | Programm                                   | ERP (kW) | Sendediagramm rund (ND)/ gerichtet (D) | Polarisation horizontal (H)/ vertikal (V) |
| ----- | -------------- | ------------------------------------------ | -------- | -------------------------------------- | ----------------------------------------- |
| 27    | 519,25         | ZDF                                        | 0,15     | ND                                     | H                                         |
| 44    | 655,25         | Das Erste (BR)                             | 0,1      | D                                      | H                                         |
| 54    | 735,25         | Bayerisches Fernsehen (Schwaben/Altbayern) | 0,15     | ND                                     | H                                         |